# Resistance (пісня)
«Resistance» (перек. як Опір) — пісня британського альтернативного гурту Muse, яка була випущена як третій сингл з альбому  The Resistance  22 лютого 2010 року..
Пісня робить кілька посилань на роман Джорджа Оруелла «1984». Вступ пісні використовується в трейлері в останнього епізоду шоу «BBC» Безмовний свідок.
У лютому 2010 року, Muse завантажили головоломку із ілюстрацією «Resistance» на їх офіційну сторінку в Facebook. Ця пісня була використана як промо для епізоду Жива мішень. Пісня була також випущена як завантажуванний контент для музичної відеогри «Guitar Hero: Warriors Of Rock».

## Відеокліп
Музичне відео «Resistance», яке включає кадри живого виступу гурту в Мадриді (Palacio de los Deportes, 28-November-2009), що відбулося в рамках The Resistance Tour, дебютувало 14 січня 2010 року. Режисером став Вейн Ішам .

## Сприйняття
«Resistance» досяг 35-ой позиції в Triple J Hottest 100, 2009.

22 лютого 2010, «Resistance» дебютувала під номером 17 в Hot30 Countdown, а 26 березня ввійшла в хіт-парад VH1 Top 20 Video Countdown на 20 місце і досягла 9 позиції.
Пісня була номінована на 53-ю церемоцію Греммі на дві категорії: Найкращий рок-виконання дуетом або групою з вокалом і Найкраща рок-пісня, але програла в обох категоріях Нілу Янгу «Angry World», і The Black Keys «Tighten Up», відповідно.

## Список композицій
| CD сингл | CD сингл                           | CD сингл      | CD сингл   |
| #        | Назва                              | Автор         | Тривалість |
| -------- | ---------------------------------- | ------------- | ---------- |
| 1.       | «Resistance»                       | Метью Белламі | 5:46       |
| 2.       | «Prague» (Кавер на Mega City Four) | Даррен Браун  | 3:36       |
| 9:22     |                                    |               |            |

| 7" вініл | 7" вініл                             | 7" вініл       | 7" вініл   |
| #        | Назва                                | Автор          | Тривалість |
| -------- | ------------------------------------ | -------------- | ---------- |
| 1.       | «Resistance»                         | Метью Белламі  | 5:46       |
| 2.       | «Popcorn» (Кавер на Гершона Кінгслі) | Гершон Кінгслі | 2:25       |
| 8:11     |                                      |                |            |

| Цифрове завантаження | Цифрове завантаження             | Цифрове завантаження |
| #                    | Назва                            | Тривалість           |
| -------------------- | -------------------------------- | -------------------- |
| 1.                   | «Resistance»                     | 5:46                 |
| 2.                   | «Resistance» (радіо-версія)      | 3:55                 |
| 3.                   | «Resistance» (Ремікс від Tiësto) | 8:10                 |
| 17:51                |                                  |                      |

| Цифрове завантаження "B-side bundle" | Цифрове завантаження "B-side bundle" | Цифрове завантаження "B-side bundle" | Цифрове завантаження "B-side bundle" |
| #                                    | Назва                                | Автор                                | Тривалість                           |
| ------------------------------------ | ------------------------------------ | ------------------------------------ | ------------------------------------ |
| 1.                                   | «Resistance» (Tiësto remix)          | Метью Белламі                        | 8:10                                 |
| 2.                                   | «Popcorn» (Кавер на Гершона Кінгслі) | Кінгслі                              | 2:25                                 |
| 3.                                   | «Prague» (Кавер на Mega City Four)   | Браун                                | 3:36                                 |
| 14:51                                |                                      |                                      |                                      |